# Podróż apostolska Benedykta XVI do Hiszpanii (2011)
III podróż apostolska Benedykta XVI do Hiszpanii odbywała się w dniach 16–21 sierpnia 2011. Podróż Benedykta XVI do Hiszpanii obejmowała jedno miasto: Madryt. Celem podróży było w szczególności spotkanie z młodzieżą katolicką z całego świata, podczas 28. Światowych Dni Młodzieży w Madrycie.
Benedykt XVI był drugim papieżem odwiedzającym Hiszpanię: wcześniej pięć razy odwiedził Jan Paweł II (1982, 1984, 1989, 1993 i 2003) 
Była to ósma wizyta urzędującej głowy Kościoła rzymskokatolickiego w Hiszpanii i trzecia Benedykta XVI.